# Seitaad ruessi
Seitaad ruessi es la única especie conocida del género extinto Seitaad es un género dinosaurio saurópodo prosauropodo que vivió a principios del período Jurásico, hace aproximadamente entre 200 y 188 millones de años, desde el Pliensbachiano al Toarciano, en lo que hoy es Norteamérica. La especie tipo es Seitaad ruessi, descrita en 2010 basándose en fósiles recuperados de la Formación Navajo Sandstone del sur de Utah. Pese a que le falta la cabeza, se estima que llegó a medir entre 6,5 y 7 metros. 

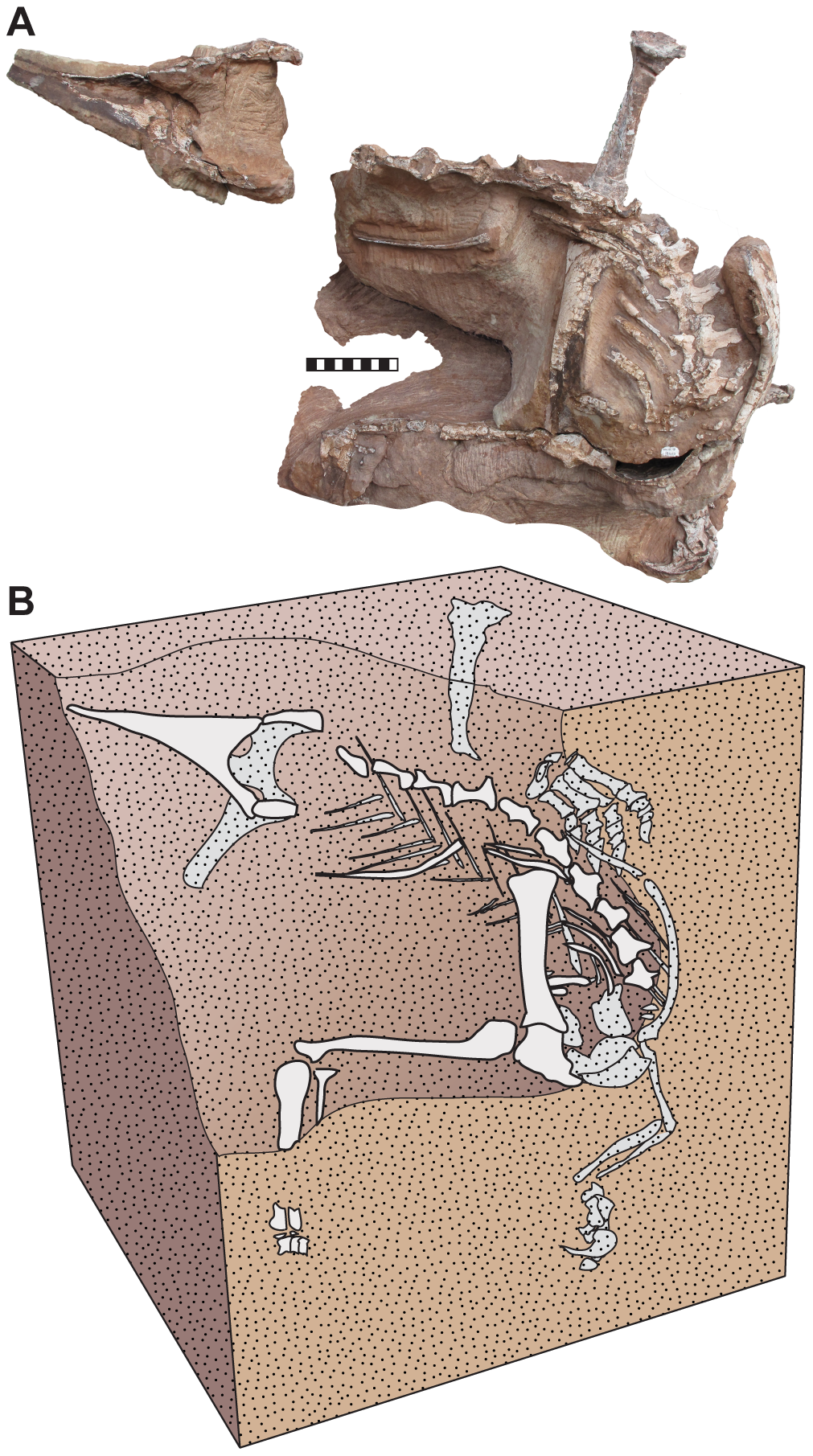
El fósil de Seitaad ruessi tal como se encontró.

Seitaad se conoce a partir de un esqueleto holotipo postcraneal parcial articulado denominado UMNH VP 18040. Al esqueleto le falta la cabeza, el cuello y la cola. Fue recolectado de la arenisca Navajo del Jurásico Inferior, la unidad más alta del Glen Canyon Grou , que data de la etapa Pliensbachiense, cerca de Comb Ridge , en el condado de San Juan. Un estudio filogenético de Seitaad encontró que era un sauropodomorfo de plateosaurio, colocándolo en Massospondylidae o alternativamente en una posición menos probable en Plateosauridae, pero su ubicación dentro de Plateosauria no se comprende bien.  En un análisis cladístico , presentado por Apaldetti y sus colegas en noviembre de 2011, se encontró que Seitaad estaba dentro de Massopoda, justo por fuera de Anchisauria.
Seitaad fue descrita por primera vez por Joseph J. W. Sertich y Mark A. Loewen en 2010 y la especie tipo es Seitaad ruessi. El nombre genérico se deriva de Séít'áád del navajo, por un monstruo de arena mitológico del folclore Diné que enterraba a sus víctimas en las dunas. Seitaad parece haber sido sepultado por el colapso de una duna de arena. El nombre específico honra a Everett Ruess, un joven artista, poeta y naturalista, que desapareció misteriosamente en 1934 mientras exploraba el sur de Utah. Seitaad es el segundo dinosaurio sauropodomorfo basal identificado en América del norte.